# ISO 3166-2:FM
ISO 3166-2:FM은 지리 식별 부호(geocode)를 정의하는 ISO 표준인 ISO 3166-2의 일부이며 미크로네시아 연방에 적용된다. 4개의 행정 구역이 하부 부호를 할당받았다. 하부 코드는 3자리의 영어 대문자로 쓴다. FM은 ISO 3166-1에서 할당된 국가 코드를 사용한다.

## 식별 부호
| 코드   | 행정 구역  |
| ------ | ---------- |
| FM-YAP | 야프주     |
| FM-TRK | 추크주     |
| FM-KSA | 코스라에주 |
| FM-PNI | 폰페이주   |